# Good Clean Family Entertainment You Can Trust
Good Clean Family Entertainment You Can Trust er opsamlingsalbum fra den danske rockgruppe D-A-D, som indeholder materiale fra 1985 til 1995. Det blev udgivet den 9. november 1995 på Medley Records.

## Spor
1. "Sleeping My Day Away"
2. "Bad Craziness"
3. "Jihad"
4. "Grow Or Pay"
5. "Reconstrucdead"
6. "Laugh'n'a 1/2"
7. "Marlboro Man"
8. "Rim of Hell"
9. "Girl Nation"
10. "Point of View"
11. "Helpyourselfish"
12. "I Won't Cut My Hair (Live)"
13. "Riding with Sue (Live)"
14. "It's After Dark (Live)"
15. "Counting the Cattle" (skjult spor)